# Elaeagnus formosana
Elaeagnus formosana är en havtornsväxtart som beskrevs av Takenoshin Nakai. Elaeagnus formosana ingår i släktet silverbuskar, och familjen havtornsväxter. Inga underarter finns listade i Catalogue of Life.